# Suíça nos Jogos Olímpicos de Verão de 1996
A Suíça competiu nos Jogos Olímpicos de Verão de 1996, em Atlanta, Estados Unidos.